# 46-й танковый корпус (вермахт)
46-й танковый корпус (нем. XXXXVI. Panzerkorps) — оперативно-тактическое объединение сухопутных войск нацистской Германии в период Второй мировой войны. Сформирован 14 июня 1942 года из 46-го армейского корпуса (моторизованного).

## Боевой путь корпуса
В 1942 году — на Восточном фронте, в составе группы армий «Центр» (в районе Ржева).
В июле 1943 года — бои на северном фасе Курской дуги.
В октябре 1943 года — в районе Гомеля.
В начале 1944 года — бои на Западной Украине, с лета 1944 — на Висле, в районе Варшавы.
С февраля 1945 года — в Западной Пруссии, с апреля 1945 — бои на Одере.

## Состав корпуса
В августе 1942:
- 2-я танковая дивизия
- 36-я моторизованная дивизия
- 342-я пехотная дивизия

В июле 1943:
- 7-я пехотная дивизия
- 31-я пехотная дивизия
- 102-я пехотная дивизия
- 258-я пехотная дивизия

В ноябре 1944:
- 73-я пехотная дивизия
- 337-я пехотная дивизия народного ополчения

В марте 1945:
- 4-я танковая дивизия
- 227-я пехотная дивизия
- 389-я пехотная дивизия

## Командующие корпусом
- С 14 июня 1942 — генерал пехоты Ханс Цорн
- С 21 ноября 1942 — генерал танковых войск Ханс-Карл фон Эзебек
- С 20 июня 1943 — генерал пехоты Ханс Цорн (убит 2 августа 1943)
- С 2 августа 1943 — генерал пехоты Ханс Гольник
- С 22 марта 1944 — генерал пехоты Фридрих Шульц
- С 3 июля 1944 — генерал-лейтенант Фриц Беккер
- С 20 июля 1944 — генерал танковых войск Смило Фрайхерр фон Лютвиц
- С 29 августа 1944 — генерал артиллерии Максимилиан Фельцман
- С 20 сентября 1944 — генерал танковых войск Вальтер Фрис
- С 19 января 1945 — генерал пехоты Мартин Гарайс